# Certification MASE
MASE est un réseau d'associations locales promouvant la mise en place dans les entreprises d'un système de management Santé et sécurité au travail (SSE).

## Description
MASE utilise un référentiel commun avec France chimie, nommé Manuel d’Amélioration Sécurité des Entreprises, applicable à tous les secteurs d'activités[réf. souhaitée].
Le référentiel MASE est applicable à tous les métiers et à toutes les tailles d'entreprises.

## Historique
Le référentiel est né en France au début des années 1990[Quand ?]. En décembre 2007, MASE et France Chimie (appelé Union des Industries Chimiques) décident de fusionner leurs systèmes de certification des entreprises.
Le 12 juillet 2017, le référentiel GEHSE et MASE signent un accord pour une convergence des certifications[réf. souhaitée].
Le 8 décembre 2018, MASE (pour la France) et le système VCA (pour les Pays-Bas et la Belgique) signent un accord européen de reconnaissance de leur certification. Les certifications MASE (V2014) et VCA-Petrochemical (V2017/6.0) ont un niveau d'exigence similaire.